# Vækkeren
Vækkeren var et dansk tidsskrift forfattet og redigeret anonymt af Malthe Conrad Bruun som udkom i perioden 8. august – 15. august 1794.
Bladet var et politisk agitations-organ som talte for en republikansk-demokratisk forfatning, men til forskel fra de fleste andre politisk blade i perioden henvendte det sig ikke til den dannede borgerlige klasse men til almuen (dem "som ikke have Tid at læse store Bøger"). Formålet var at gøre menigmand politisk aktive, som Bruun skrev i første nummer: "Naar Menigmand først bliver oplyst, saa skal der ingen mere undertrykke ham. Saa skal han le ad de Skurker, som vilde indbilde ham, at Folkene ere som andet Kvæg, der skal lade sig drive, malke, slagte ned, naar de høie Herrer faa Lyst." Det første nummer udkom 3. august 1794 og der nåede kun at udkomme tre numre i alt, før det blev stoppet af myndighederne. Grunden var at Tømrerstrejken i 1794 samtidig udspillede sig i København, og bladet blev opfattet som en del af årsagen til konfliktens opståen.
Da Bruun optrådte anonymt, var det boghandler Winding, der som udgiver, blev i dømt en bøde på 200 rigsdaler i Hof- og Stadsretten, som blev stadfæstet i Højesteret 1. april 1795. Den daværende unge højesteretsassessor Poul Christian von Stemann (senere magtfuld minister i Frederik 6.s regering), gav dog en afvigende votum, hvor han udtalte at forfatteren ikke burde straffes på grund af læsernes "enfoldigheds eller onde Villies Synder".. Blandt borgerskabets oplysningstilhængere var der også utilfredshed med dommen, og en indsamling blev foranstaltet til fordel for Bruun, som således blev i stand til at godtgøre boghandler Winding udgiften til bøden. Bruun blev heller ikke afskrækket af dommen, han fortsatte sin radikale forfattervirksomhed ved udgivelsen af bladet Jerusalems Skomagers Reise til Maanen.